# 谷川 (小惑星)
谷川 (たにかわ、10117 Tanikawa) は、メインベルトに位置する小惑星の一つ。1992年10月1日に北海道の北見観測所の箭内政之と渡辺和郎により発見され、国立天文台の谷川清隆にちなみ命名された。